# 時の流れに〜鳥になれ〜
「時の流れに〜鳥になれ〜」（ときのながれに〜とりになれ〜）は、1986年4月1日に発売された五輪真弓の31枚目のシングル。

## 解説
「時の流れに〜鳥になれ〜」は、銀座ジュエリーマキ・カメリアダイアモンドのCMソング、C/Wの「空」は、銀座ジュエリーマキのCMソングにそれぞれ起用された。
1986年末の『第37回NHK紅白歌合戦』で表題曲を披露し、1981年末の『第32回NHK紅白歌合戦』で「リバイバル」を披露して以来、5年ぶり3回目の紅白復帰出場を果たした。

## 収録曲
| 全作詞・作曲: 五輪真弓。 |                            |           |            |          |      |
| #                        | タイトル                   | 作詞      | 作曲・編曲 | 編曲     | 時間 |
| 1.                       | 「時の流れに〜鳥になれ〜」 | 五輪真弓  | 五輪真弓   | 船山基紀 | 4:50 |
| 2.                       | 「空」                     | 五輪真弓  | 五輪真弓   | 深町純   | 4:40 |
| 合計時間:                | 合計時間:                  | 合計時間: | 9:30       |          |      |